# 鋲ヶ岳
鋲ヶ岳（びょうがだけ）は、富山県黒部にある山。標高は861.1m。
富山県登山連盟の富山の百山の一つ。

## 概要
立山連峰の最北端で、僧ヶ岳から北の烏帽子尾根の先端にあり、黒部川扇状地の扇頂にほど近い。魚津市からは僧ヶ岳の一部に見えるが、黒部川扇状地からみると立派な一ピークに見える。
山の東側は急斜面だが、西側には峰平と言われる緩斜地帯があり、その一体が「嘉例沢森林公園」となっている。
山頂は黒部川扇状地の他、宇奈月温泉街や立山連峰などが見える。

## 植生
稜線上にある天池にミズバショウが自生している。

## 登山
嘉例沢森林公園から山頂への遊歩道が複数ある。そのうちの一つは僧ヶ岳に繋がる烏帽子尾根に至る登山道である。